# توفيق جوهرية
توفيق جوهرية فنان ومصور فلسطيني (1891-1944) مارس احتراف التصوير التمثيلي، حتى أصبح في طليعة المصورين الفلسطينيين الذين تتلمذوا في محترف نقولا الصايغ في القدس. واستطاع أن يعيش ويكسب لقمة الخبز من تصوير اللوحات الزيتية. وقد انتهج في عمله التصاوير التخطيطية الحرّة بالفحم على الورق قبل أن ينتقل إلى تحقيقها بالألوان المائية أو الزيتية على القماش المشدود. وكان جوهرية يحفر كل الإطارات التي أحاطت بلوحاته الزيتية وإعدادها.